# Maria Hildt
Maria Hildt-Mondszajnowa (z domu Gay) (ur. 1858; zm. sierpień 1882 w Jenisejsku) – nauczycielka, działaczka socjalistyczna.
W latach 1874–1876 uczyła się w gimnazjum w Lozannie i w tym czasie zetknęła się z ideami socjalistycznymi. W latach 1876–1878 tworzyła kółka socjalistyczne w Warszawie, często finansowała ich działalność i wspierała materialnie towarzyszy. Aresztowana w Tule, przetransportowana do Warszawy i osadzona w X Pawilonie Cytadeli Warszawskiej (od sierpnia 1878 do kwietnia 1881). Więziona wspólnie z Filipiną Płaskowicką, Józefem Pławińskim i Bolesławem Mondszajnem, którego poślubiła po śmierci pierwszego męża Kazimierza Hildta. Podczas osadzenia, dowiedziawszy się o zabójstwie Józefa Beite, zorganizowała bunt więźniów. W 1880 r. wyrokiem sądu carskiego skazana na zesłanie na Syberię, gdzie zmarła.